# Улица Веры Слуцкой (Колпино)
Улица Ве́ры Слу́цкой — улица в Колпинском районе Санкт-Петербурга. Пролегает через центр Колпино, соединяет Финляндскую улицу и Заводской проспект. Протяжённость — 2520 м.
Улица названа в честь Веры Климентьевны Слуцкой, участницы революционного движения в России, погибшей возле Царского Села.

## Здания и сооружения
С 1870-х годов носила название 2-й Опи́лочной улицы. Одна из двух улиц, ограничивавших с запада Колпино. Первая и Вторая Опилочные улицы, как и Полуциркульная улица, брали своё начало от улицы Финляндской, но, в отличие от Полуциркульной, Опилочные улицы были прямыми. Считается, что название этих улиц, произошло от того, что здесь складировали опилки, полученные от распила леса.
В 1882 году улица была названа Павловским проспектом. В 1918 году улица была переименована в честь революционерки Веры Слуцкой. До войны здесь в основном строились частные дома. На пересечении с проспектом Ленина к 1940 году были возведены два жилых дома, получивших название «кривых магазинов». Только эти два дома сохранились от довоенной застройки улицы.
В середине 1950-х годов по улице Веры Слуцкой до улицы Павловской были возведены «сталинские дома», а на участке от Павловской до улицы Стахановской, по чётной стороне, — здания больничного городка. В 1970—1971 году были возведены девятиэтажные дома (№ 32 и № 38) — в доме № 32 разместились районная библиотека и книжный магазин, в № 38 — отделение связи, сберкасса, ателье проката. Спустя десятилетие между этими домами возвели здание СЭС. Нечётная сторона этого участка улицы, не застроенная, вошла в 1980 году в зону парка, разбитого у кинотеатра «Подвиг».
Нечётная сторона:
- д. 9 — Поликлиника стоматологическая № 18, детское отделение
- д. 27/А — аптека
- д. 89 — ООО «Жилкомсервис № 1» Колпинского района, ЖЭС № 5; офисный центр.

Чётная сторона:
- д. 26 — ГУЗ «Сантранс»
- д. 32 — Центральная библиотека им. М. Светлова Колпинского района
- д. 36 — Центр гигиены и эпидемиологии в Санкт-Петербурге, филиал № 1
- д. 50 — Детская библиотека, филиал ЦБС Колпинского района
- д. 54 — Всероссийское общество инвалидов, Колпинская районная организация

## Транспорт
- Автобусы: № 196, 324, 325, 327, 330, 332, 336, 337, 337А, 366/369, 374, 386, 390, 392, 475, 475А, 540.
- Маршрутные такси: 450.
- Ж/д платформы, вокзалы: Колпино (1650 м).

## Пересечения
С севера на юг:
- проспект Ленина
- Павловская улица
- Пролетарская улица
- Раумская улица
- Бульвар Трудящихся
- Заводской проспект

## Стела «Город воинской славы»

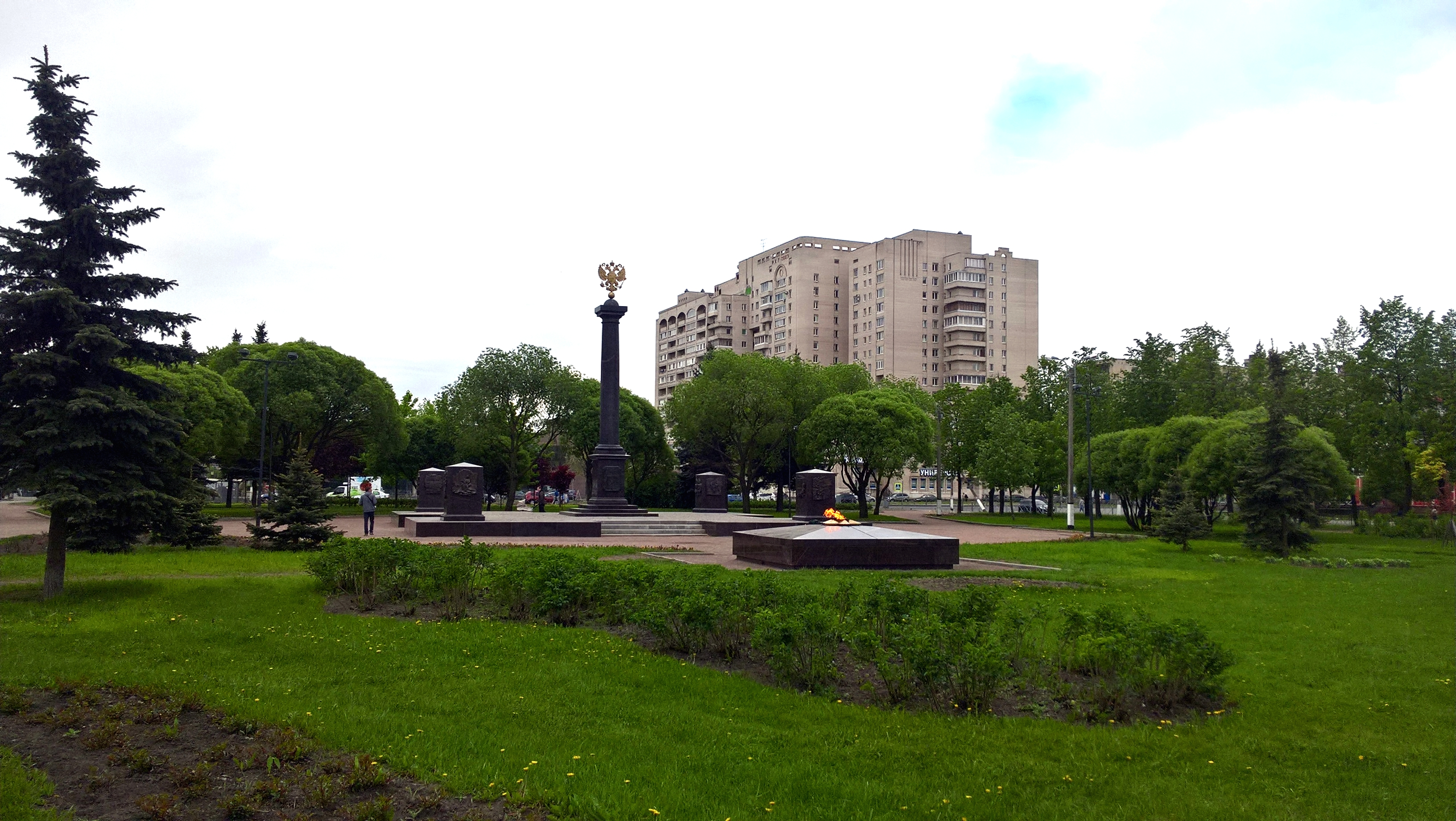
Памятная стела «Город воинской славы»

В Колпине в 2013—2014 годах установили стелу Го́рода воинской славы. Установлена она в парке на углу улицы Веры Слуцкой и Пролетарской улицы.

## Братское воинское кладбище

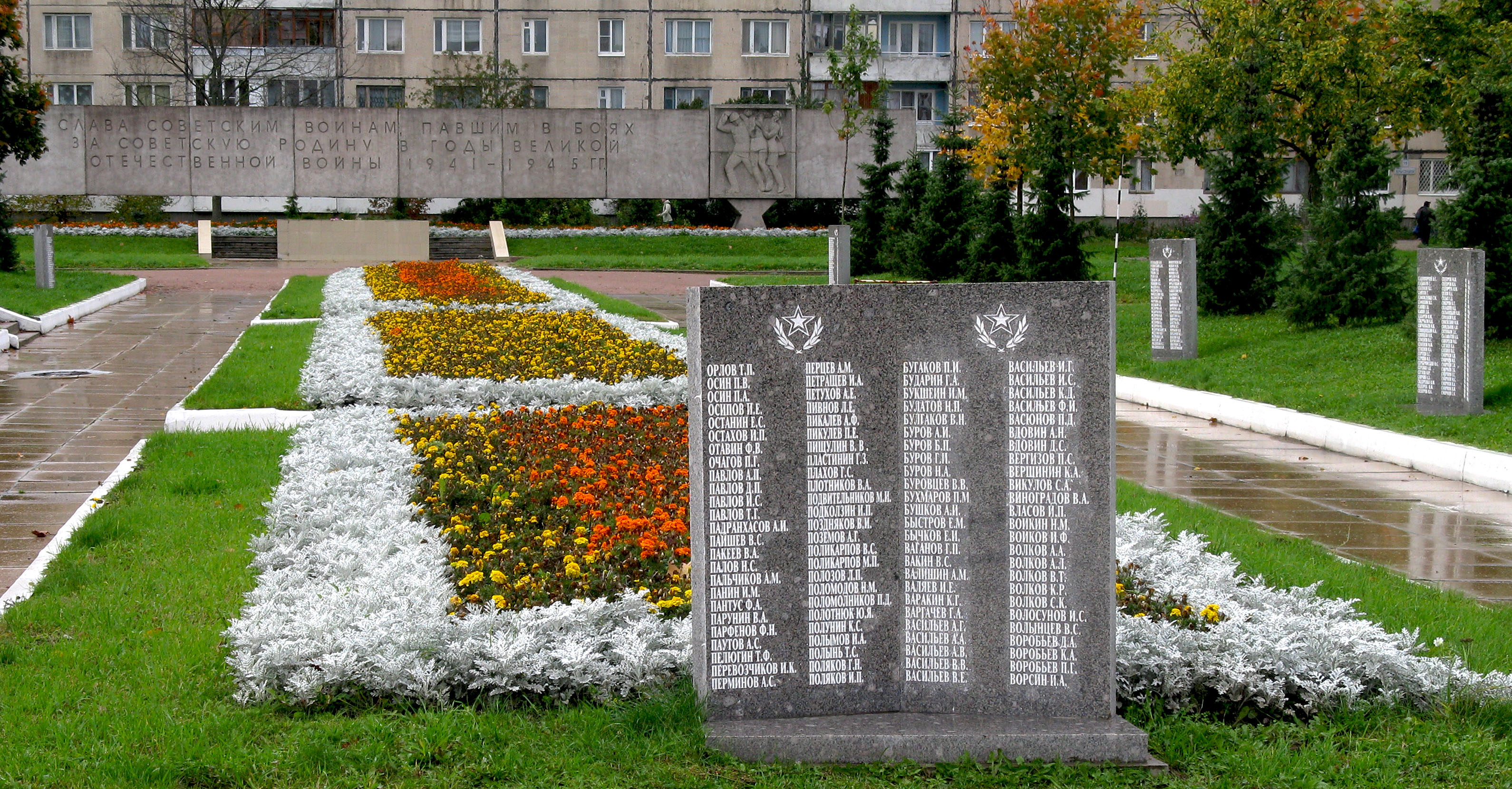
Братское воинское кладбище

Братское воинское кладбище на ул. Веры Слуцкой, возле дома 19. Захоронено около 888 советских воинов, павших в Великой Отечественной войне.
Братское кладбище является первым кладбищем, связанным с трагической и героической историей обороны Ленинграда, открыто ещё до начала блокады Ленинграда, в августе 1941 года. Мемориальный комплекс 1983 г., построенный по проекту архитектора О. Б. Голынкина и скульптора А. В. Дегтярёва, заменил типовой мемориал 1945—1946 годов.
В ряде документов депутата Муниципального Совета г. Колпино Ахмедова Ильхама Вели оглы и главу местной администрации Муниципального Совета г. Колпино Анатолия Моисеевича Данкмана обвиняют в «нарушении существующего Градостроительного Кодекса» и «возведении торгово-развлекательного центра в мемориальной зоне братского воинского захоронения».